# Лехена
Лехена̀ (на гръцки: Λεχαινά) е град в Югозападна Гърция, област Западна Гърция, част от дем Андравида-Килини. Населението му е 3541 души (2001).

## Личности
Родени в Лехена
- Христос Прандунас (1873 – 1906), гръцки андартски капитан